# 평행사촌
평행사촌(平行四寸, Parallel cousin)이란 인류학 용어인 'Parallel cousin'의 번역어로, 부모와 성별(性別)이 같은 형제자매의 자녀인 친사촌과 이종사촌을 말한다.
반면, 교차사촌(交叉四寸, Cross cousin)이란 부모와 성별이 다른 형제자매의 자녀인 외사촌과 고종사촌을 말한다.

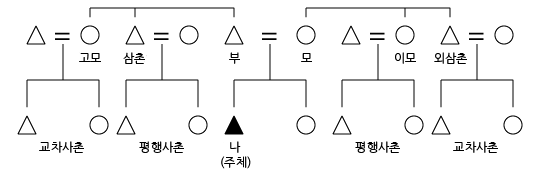
나를 기준으로 한 가족 관계표

프랑스의 인류학자인 클로드 레비스트로스는 1949년에 『친족의 기본 구조』라는 논문에서 교차사촌끼리의 결혼은 용인하면서도 평행사촌 사이의 결혼은 근친상간으로 금기시하는 사회가 있다면서, 혼인 규칙의 체계를 구조언어학적 입장에서 해석하였다.

## 같이 보기
- 사촌
- 클로드 레비스트로스(ja:クロード・レヴィ＝ストロース)
- 근친상간 중 인류학과 혼인규칙(ja:近親相姦#人類学と婚姻規則)
- 사촌간 결혼(ja:いとこ婚)